# Khenguet Sidi Nadji
Khenguet Sidi Nadji (în arabă خنقة سيدي ناجى) este o comună din provincia Biskra, Algeria.
Populația comunei este de 3.040 de locuitori (2008).